# Естебан Паредес
Естебан Паредес (ісп. Esteban Paredes, нар. 1 серпня 1980, Сантьяго) — чилійський футболіст, нападник клубу «Коло-Коло» та  національної збірної Чилі.

## Клубна кар'єра
У дорослому футболі дебютував 2000 року виступами за команду клубу «Сантьяго Морнінг», в якій протягом двох сезонів взяв участь у 28 матчах чемпіонату. 
Протягом 2002-2005 років грав на умовах оренди за «Депортес Пуерто-Монтт», «Універсідад де Консепсьйон» та мексиканську «Пачуку». Пізніше, у 2007, виступи за «Сантьяго Морнінг» знову переривалися орендою, цього разу у складі «Кобрелоа». Загалом протягом 2000-2009 років провів за «Сантьяго Морнінг» понад сто ігор.
Привернув увагу представників тренерського штабу клубу «Коло-Коло», до складу якого приєднався 2009 року. Відіграв за команду із Сантьяго наступні три сезони своєї ігрової кар'єри. У складі «Коло-Коло» був одним з головних бомбардирів команди, маючи середню результативність на рівні 0,56 голу за гру першості.
Протягом 2012—2013 років грав у Мексиці, де захищав кольори клубів «Атланте» та «Керетаро».
До складу «Коло-Коло» повернувся 2014 року.

## Виступи за збірну
2006 року дебютував в офіційних матчах у складі національної збірної Чилі. Наразі провів у формі головної команди країни 33 матчі, забивши 9 голів.
У складі збірної був учасником чемпіонату світу 2010 року в ПАР та розіграшу Кубка Америки 2011 року в Аргентині.

## Титули і досягнення
- Чемпіон Чилі: 2009К, 2014К, 2015А, 2017Т
- Володар Кубка Чилі: 2016, 2019
- Володар Суперкубка Чилі: 2017, 2018